# Cubitus valgus

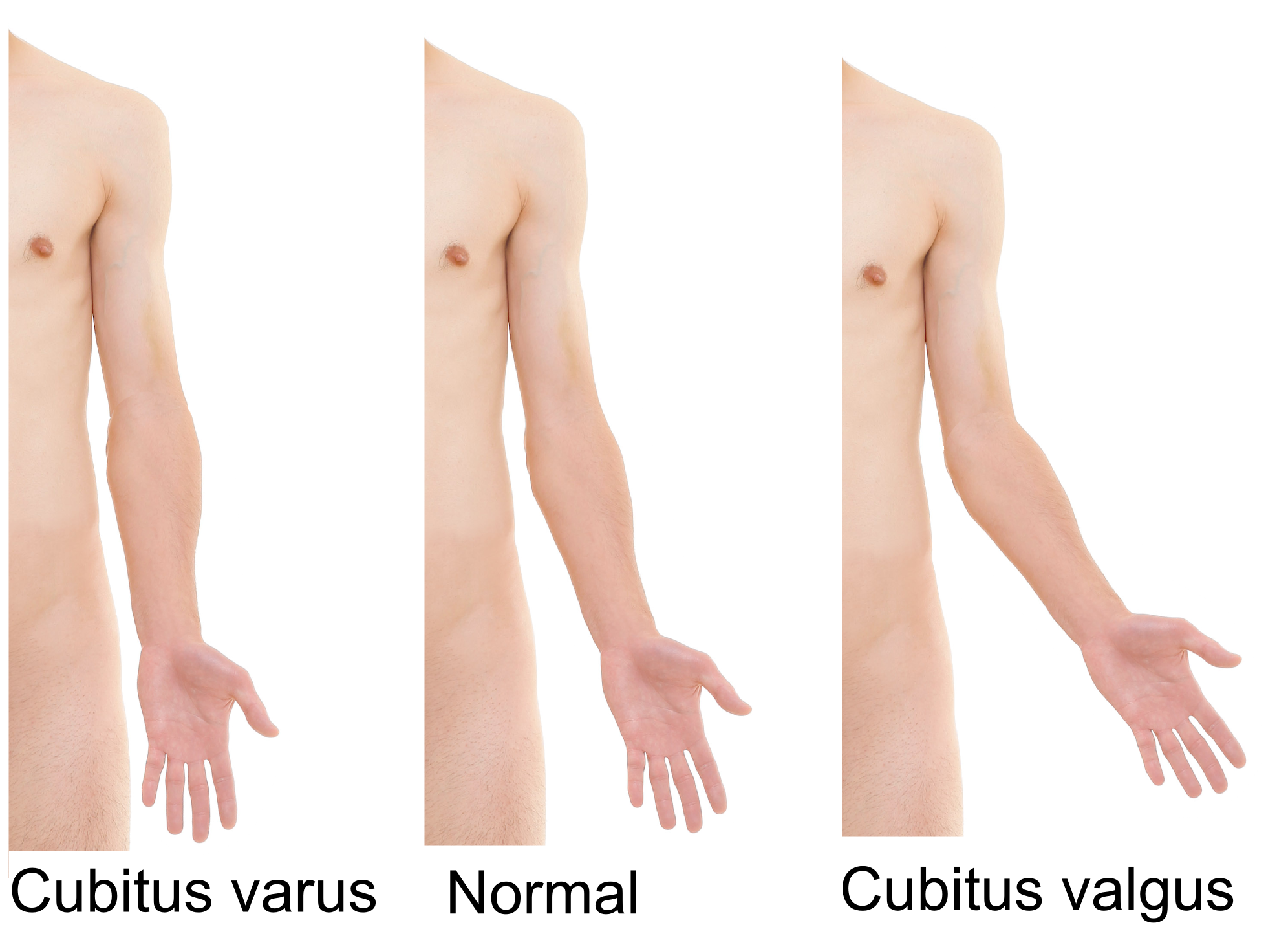
Gegenüberstellung Varus/Valgus

Cubitus valgus bedeutet eine abnormale Stellung des Ellenbogens mit vermehrter Radialabweichung des Unterarmes zum Oberarm.
Er kann bei einem Winkel bis 29° physiologisch auftreten, wobei er bei Frauen häufiger und ausgeprägter ist als bei Männern, meist mit vermehrter Überstreckbarkeit verbunden.
Ausgeprägtere Formen sind in der Regel Folgen nach Verletzungen wie Frakturen des Ellenbogens, Radiuskopfbruch oder suprakondylärer Humerusfraktur.
Solange das Skelettwachstum nicht abgeschlossen ist, kann sich ein solcher posttraumatischer Cubitus valgus verstärken.
Auch beim Erwachsenen ist eine Zunahme bei einer Pseudarthrose nach transkondylärer Humerusfraktur möglich.
Ein angeborener Cubitus valgus findet sich bei:
- Ullrich-Turner-Syndrom[2]
- Noonan-Syndrom
- Pallister-W-Syndrom
- Osteoonychodysplasie[2].